# Alfred Adler
Alfred Adler (Viena, 7 de fevereiro de 1870 — Aberdeen, 28 de maio de 1937) foi um psicólogo austríaco fundador da psicologia do desenvolvimento individual.

## Biografia
Filho de judeus húngaros, formou-se em medicina, psicologia e filosofia pela Universidade de Viena. Praticou clínica geral antes de se dedicar à psiquiatria. Em 1902 foi trabalhar com Sigmund Freud, realizando pesquisas no campo da psicanálise. Mais tarde, desliga-se dele por considerar o fator sexual superestimado por Freud.
Adler é o fundador da psicologia do desenvolvimento individual. Segundo sua teoria, o meio social e a preocupação contínua do indivíduo em alcançar objetivos preestabelecidos são os determinantes básicos do comportamento humano, o que inclui a sede de poder e a notoriedade. Os complexos de inferioridade, provocados pelo conflito com o envolvimento social, podem traduzir-se numa dinâmica patológica (psicose, neurose), que deve ser tratada de um ponto de vista psicoterapêutico.[carece de fontes?]
Também se ocupou da orientação da criança como método preventivo na psicologia médica. Com o apoio do governo austríaco, abriu centros de orientação infantil em escolas de Viena, Berlim e Munique. Entrevistas públicas de orientação familiar, seguidas de discussões, disseminaram seus métodos e teorias, especialmente entre educadores. Realizou inúmeras conferências na Europa e Estados Unidos. Em 1930, seus esforços para divulgar sua doutrina de interesse social diante do totalitarismo europeu, marcaram-no mais como pregador do que como cientista.[carece de fontes?]
Morreu quando se encontrava em Aberdeen, Escócia, ministrando um curso de psicologia. Merece lugar de destaque no movimento psicanalítico pela importância que deu ao fator da agressividade.[carece de fontes?]
Em seu livro intitulado "What Life Should Mean to You", Adler afirma: "É o indivíduo que não está interessado no seu semelhante quem tem as maiores dificuldades na vida e causa os maiores males aos outros. É entre tais indivíduos que se verificam todos os fracassos humanos."

## Finalismo Ficcional
Os seres humanos vivem de acordo com ideias puramente ficcionais, sem nenhum equivalente na realidade. Essas ficções, por exemplo, " todos são iguais", " a honestidade é a melhor política" e "os fins justificam o meio", permitem que os humanos lidem com a realidade de forma mais efetiva. São construtos ou suposições e não hipóteses que podem ser testadas e confirmadas. Elas podem ser dispensadas quando deixam de ser úteis.[carece de fontes?]
Adler refuta o determinismo histórico de Freud, isto é, as experiências durante a infância inicial determinam a personalidade. Para Adler os humanos são mais motivados por suas expectativas em relação ao futuro do que pelas experiências do passado.[carece de fontes?]
As metas existem subjetivamente ou mentalmente, aqui e agora, como metas ou ideais que afetam o presente comportamento. A meta final pode ser uma ficção, isto é, um ideal impossível de realizar, mas continua sendo um estímulo muito real para a busca humana e para a explicação final da conduta. Se uma pessoa, por exemplo, acredita que existe um céu para as pessoas virtuosas e um inferno para as pecadoras, essa crença exercerá uma considerável influência em sua conduta.[carece de fontes?]
A pessoa normal pode libertar-se da influência dessas ficções e enfrentar a realidade quando necessária atitude que a pessoa neurótica é incapaz de tomar. Adler identificava a teoria de Freud com o princípio da causalidade, e a sua própria teoria com o princípio do finalismo.[carece de fontes?]

## Busca de Superioridade
Três estágios em seu pensamento com relação à meta final dos seres humanos: ser agressivo, ser poderoso e ser superior.[carece de fontes?]
1908 – Adler tinha chegado à conclusão de que a agressão era mais importante do que a sexualidade.[carece de fontes?]
1910 – O impulso agressivo foi substituído pelo "desejo de poder". Adler identificou o poder com a masculinidade e a fraqueza com a feminilidade. Nesse estágio apresentou as ideias do "protesto masculino", uma forma de supercompensação empregada tanto por homens quanto por mulheres quando se sentem inadequados e inferiores.[carece de fontes?]
Mais tarde, Adler abandonou o "desejo de poder" em favor da "busca da superioridade". Superioridade, não quer dizer distinção social, liderança ou uma posição preeminente na sociedade. Por superioridade, Adler queria dizer, que é a busca de uma completude perfeita. É a grande pulsão ascendente.[carece de fontes?]
A superioridade é inata. Não só é parte da vida, mas também é a própria vida. Do nascimento até a morte, a busca da superioridade leva a pessoa de um estágio de desenvolvimento para o próximo. Adler reconheceu que a busca da superioridade pode manifestar-se de inúmeras maneiras diferentes, e que cada pessoa tem seu modo concreto de atingir ou tentar atingir a perfeição. A pessoa neurótica, por exemplo, busca auto-estima, poder e auto-engrandecimento – em outras palavras, metas egoístas – ao passo que a pessoa normal busca metas de caráter primariamente social.[carece de fontes?]

## Sentimentos de inferioridade e compensação
Adler sugeriu que a razão do lugar de uma determinada doença era uma inferioridade básica naquela região, uma inferioridade existente em virtude de hereditariedade ou de alguma anormalidade desenvolvimental. Ele então observou que uma pessoa com um órgão defeituoso geralmente tenta compensar essa fraqueza, fortalecendo-o por meio de um treinamento intensivo. Depois, Adler ampliou o conceito sobre inferioridade de órgão, para incluir quaisquer sentimentos de inferioridade, desde os decorrentes das incapacidades psicológicas ou sociais subjetivamente sentidas aos originados de fraquezas ou deficiências corporais reais.[carece de fontes?]
Os sentimentos de inferioridade surgem de um senso de incompletude ou imperfeição em qualquer esfera da vida. Por exemplo, a criança é motivada por seus sentimentos de inferioridade a buscar um nível superior de desenvolvimento. Quando atinge esse nível, começa a sentir-se inferior novamente e inicia mais uma vez o movimento ascendente.[carece de fontes?]
Os sentimentos de inferioridade não são um sinal de anormalidade; eles são a causa de toda melhora na condição humana. Esses sentimentos podem ser agravados por condições especiais, como no caso da criança mimada ou rejeitada. Nesse contexto, podem ocorrer certas manifestações anormais, como o desenvolvimento de um complexo de superioridade compensatório.[carece de fontes?]
Em circunstâncias normais, o sentimento de inferioridade ou um senso de incompletude é a grande força propulsora da humanidade. Em outras palavras, o ser humano é impulsionado pela necessidade de superar sua inferioridade e pressionado pelo desejo de ser superior.[carece de fontes?]

## Interesse Social
Durante os anos iniciais de sua teorização, Adler foi severamente criticado por enfatizar pulsões egoístas e ignorar motivos sociais. Em um artigo publicado em 1939, após sua morte, houve a inclusão do fator do interesse social na concepção dos humanos.[carece de fontes?]
Embora o interesse social inclua questões como cooperação, relações interpessoais e sociais, identificação com o grupo, empatia e assim por diante, ele é muito mais amplo do que tudo isso. Em seu sentido essencial, o interesse social consiste em os indivíduos ajudar a sociedade a alcançar a meta de uma sociedade perfeita: "O interesse social é a verdadeira e inevitável compensação de todas as fraquezas dos seres humanos".[carece de fontes?]
A pessoa está inserida em um contexto social desde o primeiro dia de vida. A cooperação se manifesta no relacionamento entre o bebê e a mãe, e a partir daí a pessoa está continuamente envolvida em uma rede de relações interpessoais que moldam a personalidade e oferecem saídas concretas para a busca de superioridade. A busca de superioridade se torna socializada; o ideal de uma sociedade perfeita toma o lugar da ambição puramente pessoal e do ganho egoísta. Ao trabalhar pelo bem comum, os humanos compensam suas fraquezas individuais.[carece de fontes?]
Adler acreditava que o interesse social é inato; os humanos são criaturas sociais por natureza, não por hábito. Entretanto, como qualquer outra aptidão natural, essa predisposição inata não aparece espontaneamente, mas precisa ser orientada e treinada para se realizar.[carece de fontes?]

## Estilo de Vida
O estilo de vida é o princípio que explica a singularidade da pessoa. Todos têm um estilo de vida, mas não existem duas pessoas com o mesmo estilo. Ele se forma muito cedo na infância, por volta dos quatro ou cinco anos, e a partir daí as experiências são assimiladas e utilizadas segundo esse estilo de vida único. A pessoa pode adotar novas maneiras de expressar seu estilo de vida único, mas elas são apenas exemplos concretos e particulares do mesmo estilo básico encontrado desde a tenra idade.[carece de fontes?]
Todas as pessoas têm a mesma meta, a de superioridade, mas existem inumeráveis maneiras de buscá-la. Uma pessoa tornar-se superior, desenvolvendo o intelecto, enquanto outra dedica todos os seus esforços à busca da perfeição muscular. Portanto, todo comportamento da pessoa se origina de seu estilo de vida. A pessoa percebe, apreende e retêm aquilo que se ajusta ao seu estilo de vida e ignora o restante.[carece de fontes?]
O estilo de vida determina como a pessoa enfrenta os três " problemas de vida" da idade adulta: relações sociais, ocupação, e amor e casamento. As versões preliminares desses problemas durante a infância centram-se nas amizades, na escola e no sexo oposto. Quando as tentativas do indivíduo de lidar com essas tarefas são orientadas pelo interesse social, ele está no "lado útil da vida". Se a superioridade pessoal substitui o interesse social como meta, a pessoa se distancia das tarefas da vida e fica no "lado inútil" da vida.[carece de fontes?]
Adler descreveu quatro estilos de vida diferentes, cada um conceitualizado em termos do grau de interesse social e atividade:[carece de fontes?]
- O tipo "dominante" tem muita atividade, mas pouco interesse social. Tais pessoas tentam lidar com os problemas da vida dominando-os.
- O tipo "obtentor", que certamente é o mais frequente, espera que lhe deem tudo o que precisa.
- O tipo "evitante", tenta não ser derrotada pelos problemas da vida evitando os próprios problemas.
- O tipo "socialmente útil", é ativo a serviço dos outros. Essas pessoas enfrentam as tarefas da vida e tentam resolvê-las de uma maneira consistente de acordo com as necessidades dos outros indivíduos.

## Self criativo
O conceito de self criativo é a realização suprema de Adler como teórico da personalidade. Quando ele descobriu o poder criativo do self, todos os seus outros conceitos ficaram subordinados a ele. O self unitário, consistente e criativo é soberano na estrutura da personalidade. Ele cria a meta, assim como os meios para atingir a mesma.[carece de fontes?]
Em essência, a doutrina de um self criativo afirma que os humanos fazem sua própria personalidade. Eles a constroem a partir do material bruto da hereditariedade e da experiência. "A hereditariedade apenas dota (o homem) com certas capacidades. O ambiente apenas lhe transmite certas impressões. Essas capacidades e impressões, e a maneira como ele as experiência – isto é, a interpretação que faz dessas experiências – são os blocos construtores, ou em outras palavras sua atitude perante a vida, que determinam seu relacionamento com o mundo externo" (Adler).[carece de fontes?]

## Neurose
Apesar de suas diferenças com Freud, Adler concordava que os sintomas neuróticos são interpretáveis e fundamentalmente defensivos. Ao contrários do indivíduos sadio, o neurótico supercompensa rigidamente as inferioridades percebidas. Suas metas grandiosas centram-se no auto-engrandecimento e no interesse pessoal, ao invés do interesse social.[carece de fontes?]
O neurótico desenvolve os sintomas como uma proteção contra o esmagador senso de inferioridade que está tentando evitar tão desesperadamente. Essa tentativa incessante de proteger o self da inferioridade se transforma em um círculo viciosos, pois a falta de interesse social que levou ao problema também impede sua solução.[carece de fontes?]
A incapacidade do neurótico de lidar com os problemas da vida o leva a criar "salvaguardas". Essas salvaguardas são análogas aos mecanismos de defesa freudianos, mas servem para proteger o neurótico da baixa autoestima gerada pela inferioridade e pelo fracasso nas tarefas de vida, não da ansiedade gerada por um conflito entre pulsões instintuais e proibições morais.[carece de fontes?]
Adler descreveu três categorias gerais de salvaguardas:[carece de fontes?]
- As desculpas se referem a qualquer tentativa de evitar a culpa pelos fracassos da vida.
- A agressão envolve culpar os outros pelo fracasso.
- O distanciamento inclui protelações, alegações de impotência ou tentativas de evitar problemas.

## Pesquisa característica e métodos de pesquisa
As observações empíricas de Adler foram feitas amplamente no setting terapêutico e consistem principalmente em reconstruções do passado, conforme lembrado pelo paciente, e em avaliações do comportamento presente, com base em relatos verbais. Essas observações centravam-se no que Adler chamou de os "três portões de entrada para a vida mental": ordem de nascimento, memórias iniciais e sonhos.[carece de fontes?]
Ordem de nascimento: Adler observou que as personalidades do primogênito, do filho do meio e do caçula em uma família tendiam a ser bem diferentes. Ele atribuiu tais diferenças às experiências distintas que cada criança tem como membros de um grupo social.[carece de fontes?]
Filho Primogênito – recebe muita atenção até o nascimento do segundo filho; ele é então subitamente destronado de sua posição privilegiada e precisa dividir a afeição dos pais com o novo bebê. Essa experiência pode condicionar o filho mais velho de várias maneiras, tais como odiar pessoas, proteger-se de súbitos reveses do destino e sentir-se inseguro.[carece de fontes?]
O segundo filho, ou o filho do meio, caracteriza-se por ser ambicioso. Ele está constantemente tentando superar o mais velho. Ele também tende a ser rebelde e invejoso, mas de um modo geral é mais bem-ajustado do que o primogênito ou o caçula.[carece de fontes?]
O caçula é o filho mimado. Depois do primogênito, é mais provável que se torne uma criança-problema e um adulto neurótico desajustado. Memórias iniciais: Adler sentia que as lembranças mais antigas que uma pessoa podia relatar eram uma chave importante para entender o seu estilo de vida básico. Por exemplo, uma jovem começou o relato de suas primeiras lembranças dizendo: "Quando eu tinha três anos de idade, meu pai…" Isso indica que ela está mais interessada no pai do que na mãe.[carece de fontes?]

## Experiências da Infância
Adler estava particularmente interessado nos tipos de influências iniciais que predispõem a criança a um estilo de vida defeituoso. Ele descobriu três fatores:[carece de fontes?]
- Crianças com inferioridades: crianças com enfermidades físicas ou mentais carregam uma carga muita pesada e tendem a sentir-se inadequados para enfrentar as tarefas de vida. Entretanto, se tiverem pais compreensivos e encorajadores, podem compensar suas inferioridades e transformar sua fraqueza em força.
- Crianças mimadas: Adler alertava sobre os perigos de se mimar uma criança, pois considerava isso a pior maldição que uma criança pode sofrer. As crianças mimadas não desenvolvem um sentimento social e esperam que a sociedade se conforme aos seus desejos autocentrados.
- Crianças negligenciadas: a criança maltratada na infância se torna, quando adulta, um inimigo da sociedade. Seu estilo de vida é dominado pela necessidade de vingança